# 正善寺
正善寺（しょうぜんじ）は愛媛県西条市丹原町に所在する高野山真言宗の寺院。山号は生木山（いききざん）。本尊が薬師如来の本寺と約850 m離れた境外寺院の本尊生木地蔵菩薩の生木地蔵（いききじぞう）との2カ所から成る。本寺は東予周桑新四国第二十二番札所。生木地蔵は四国別格二十霊場十一番札所、伊予六地蔵霊場二番札所、東予周桑新四国第四十八番札所。

## 生木地蔵
- 本尊真言（生木地蔵菩薩）：おん かかかびさんまえい そわか
- 御詠歌：一夜にて 願いを立つる みこころは 幾代かはらぬ 楠のみどりば（生木地蔵）

生木地蔵は福岡八幡宮が鎮座する四尾山（おしぶやま）と呼ばれる小山の麓にある。
伝承によれば、空海（弘法大師）が巡錫の折、四尾山の麓で仮寝をした。その際に楠の大木に童子が現れた。これに霊感を得た空海が、その楠に一夜で地蔵菩薩を刻んだ。しかし、天邪鬼が鶏の鳴き真似をしたので、夜が明けたと思った空海は地蔵の片耳を刻み残したまま立ち去ったといわれている。
青葉の茂る楠に地蔵が刻まれたので「生木地蔵」と呼ばれるようになった。
この楠の大木は昭和29年（1954年）9月26日に来襲した洞爺丸台風によって根元から倒れた。そこに刻まれた地蔵菩薩は無事であったので、お堂を建立し本尊として祀られた。
なお、倒木は樹齢1,200年と推定されており、本堂向かって左側に祀られている。平成31年3月21日大師堂が再建され、同時に大師像も修繕から帰ってきて落慶された。

### 境内

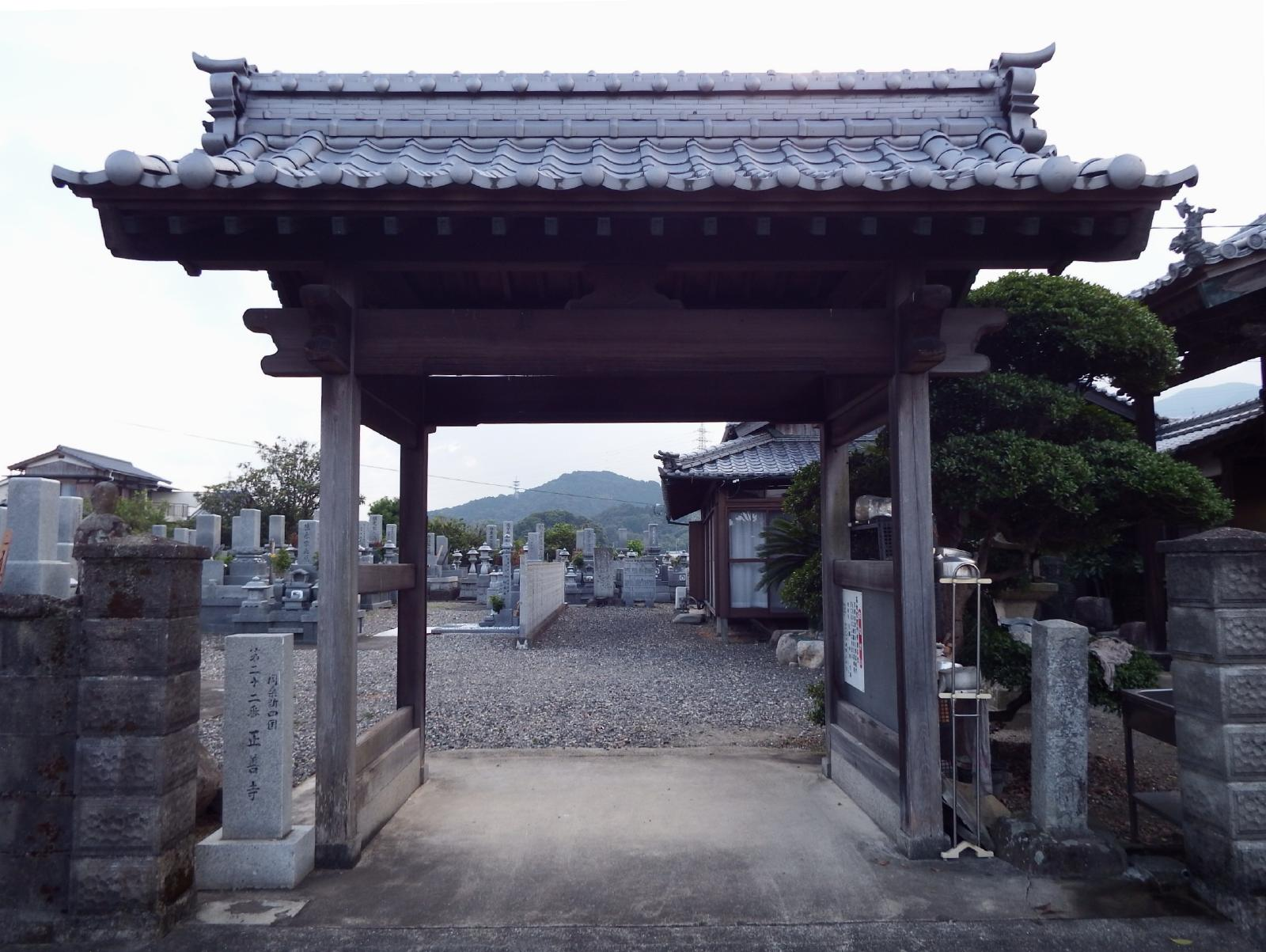
山門
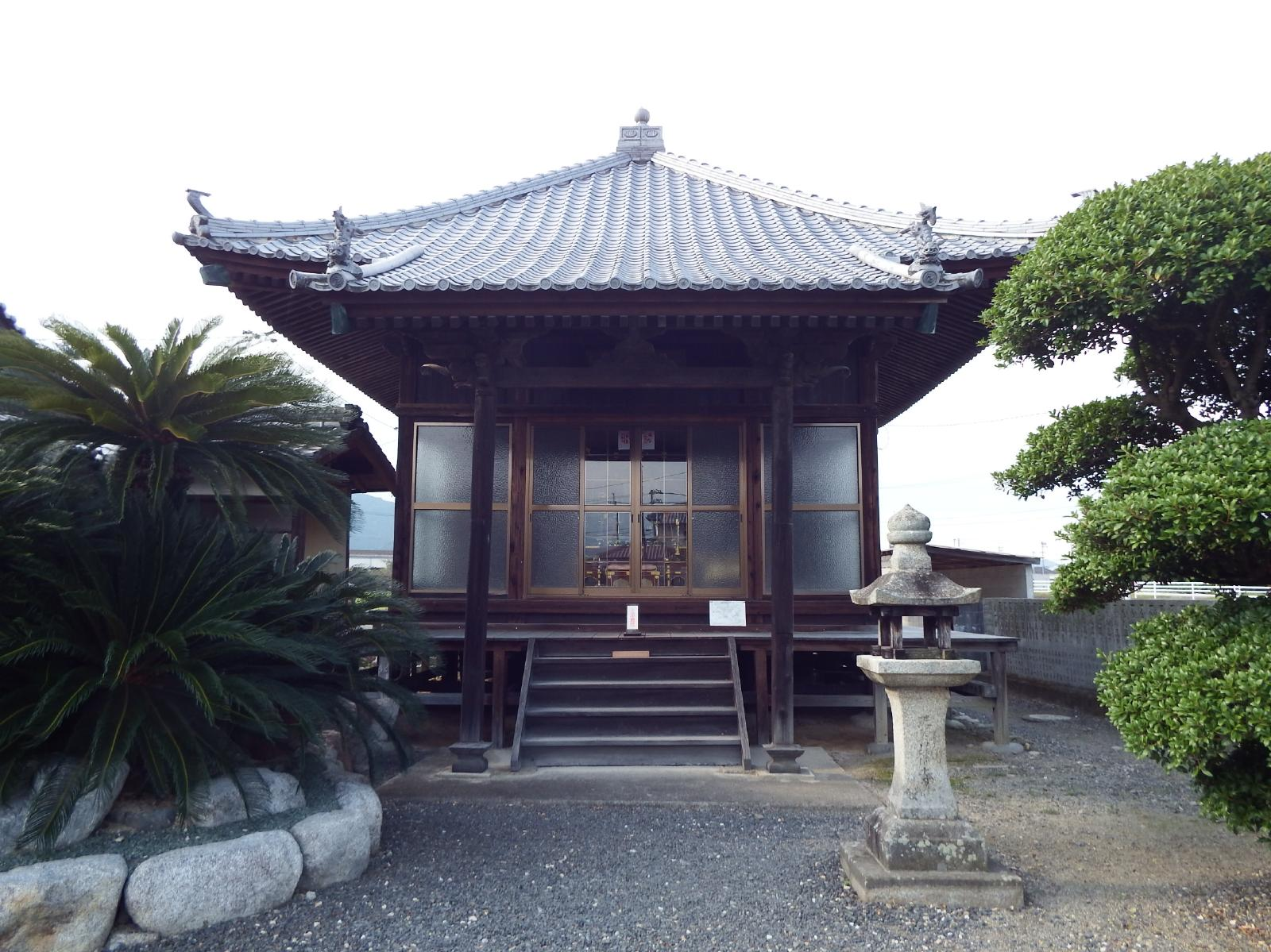
本堂

- 本堂：本尊が拝顔できる。
- 大師堂：大師像が外から拝顔できる。毎月21日午前11時より秘法大師厄除護摩厳修（変更の場合あり）。
- 雨乞石：江戸時代に奉納された
- 保存木（樟の倒木）

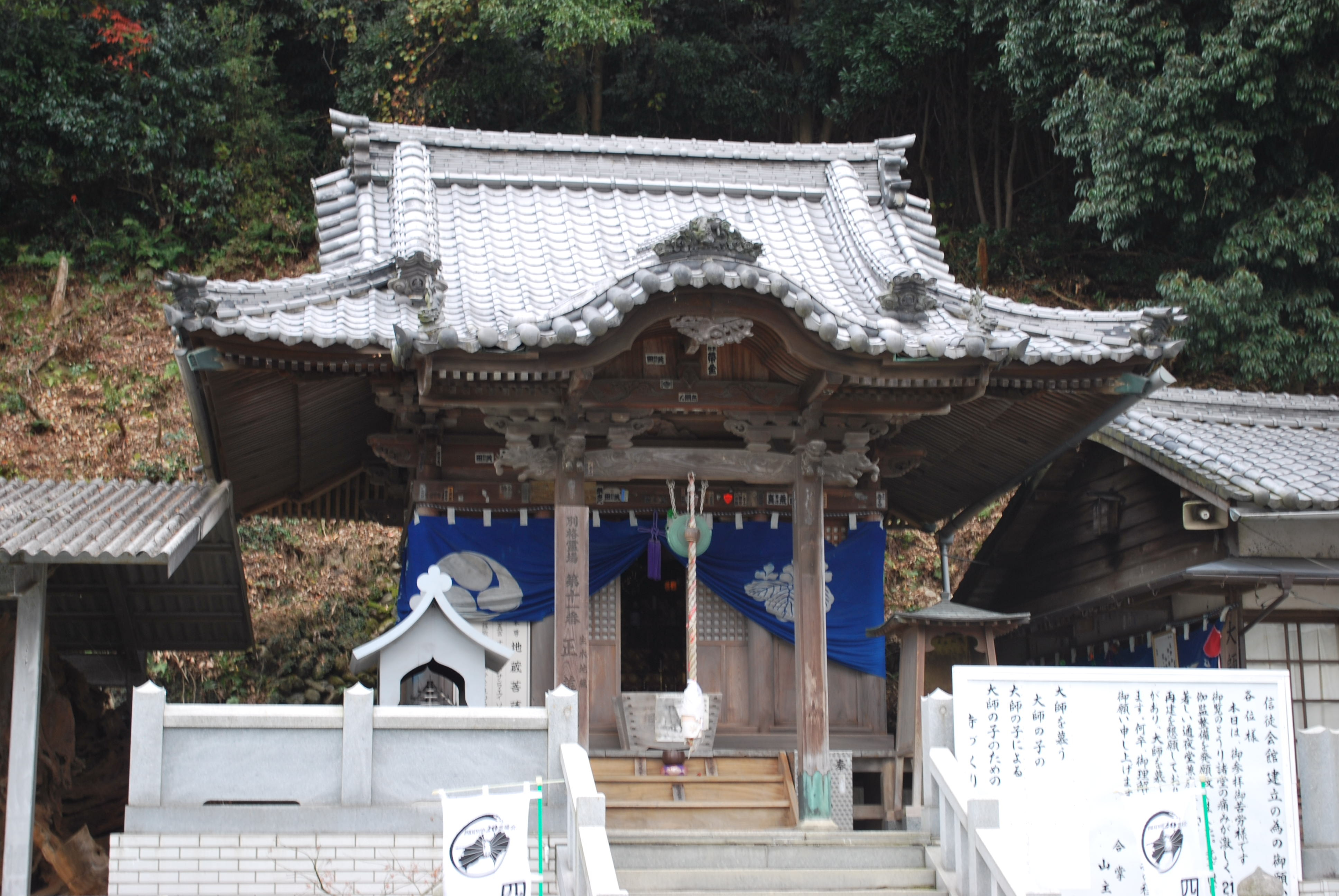
本堂
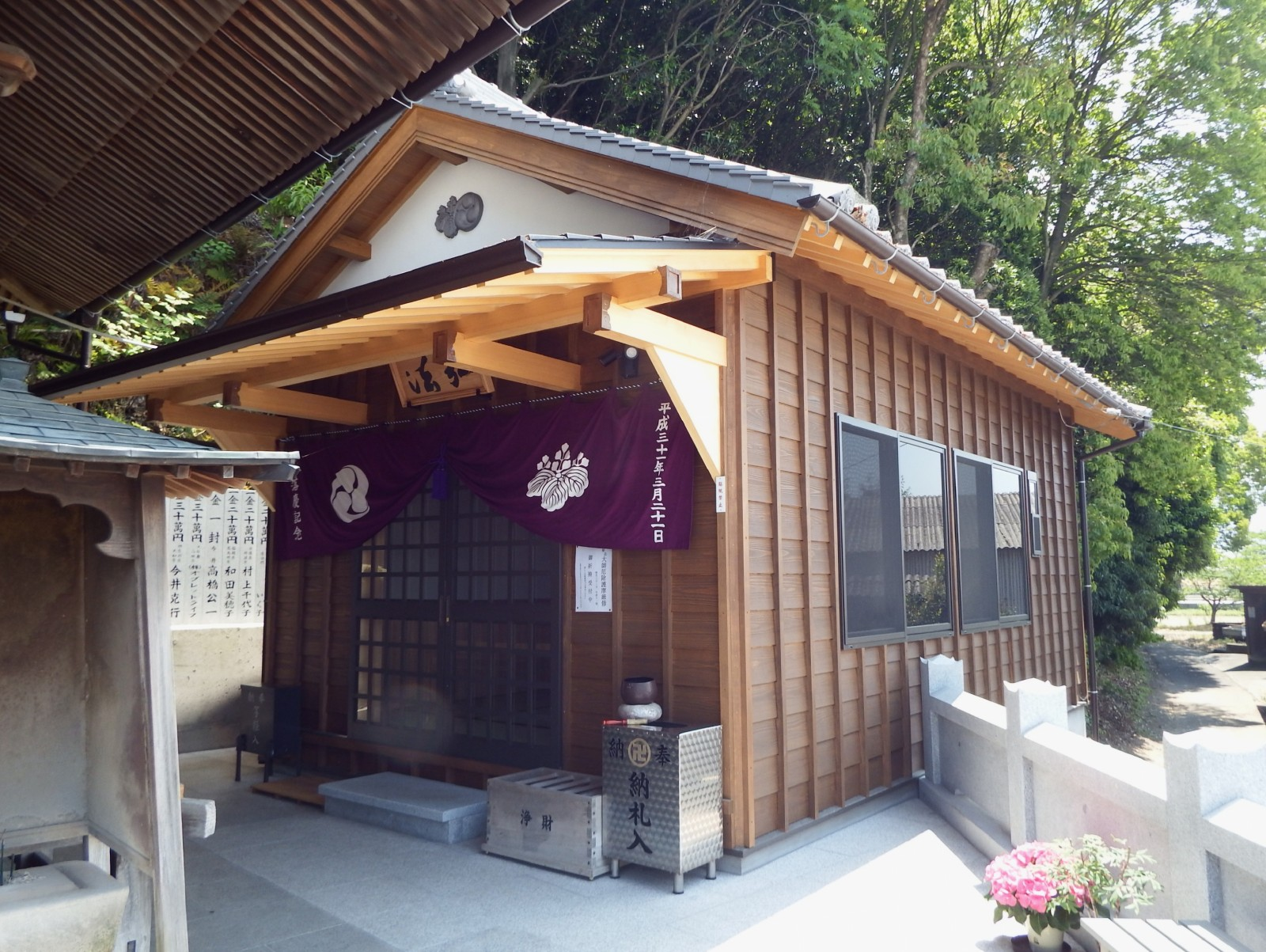
大師堂
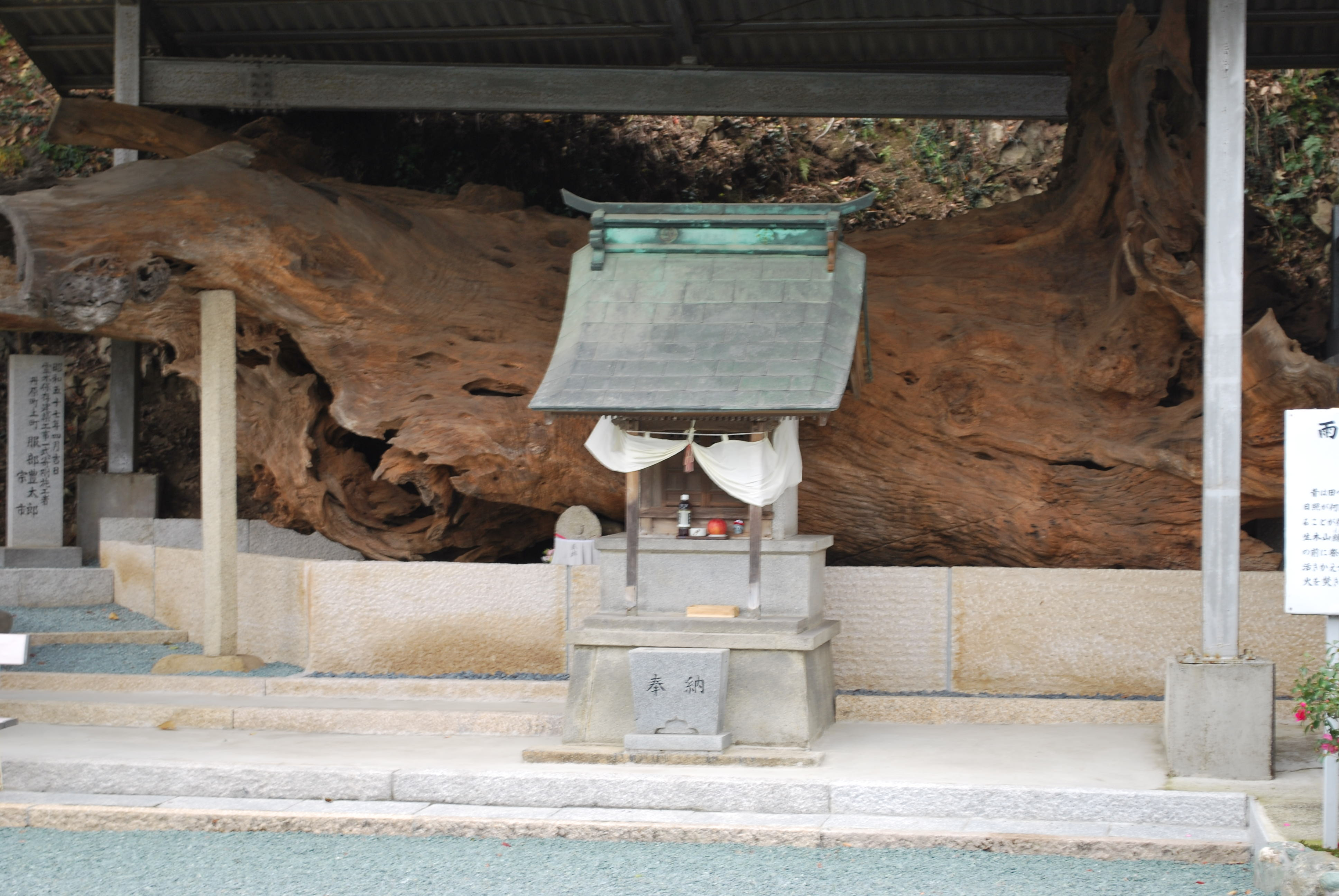
楠の倒木

## 本寺
- 本尊真言（薬師如来）：おん ころころ　せんだり　まとうぎ そわか

### 境内
- 山門
- 本堂

- 山門
- 本堂

## 交通
四国旅客鉄道（JR四国） 予讃線 – 壬生川駅からせとうち周桑バス「湯谷口」行きまたは「保井野」行きに乗車、「生木前」バス停下車すぐ。

## 前後の札所
四国別格二十霊場
10 西山興隆寺 --（4.2 km）-- 11 生木地蔵正善寺 --（39.7 km）-- 12 延命寺

## 周辺
熊野神社の桜の森
- 所在地：愛媛県西条市丹原町高松 （熊野神社）

陽春桜（Cerasus ‘Yoshun’）がドーム状に丘全体を包むように咲く。祠の左から小道を10分ほど上がって行くと桜林の中に展望台がある。約200ｍ東の林集会所の15台ほどの無料駐車場に必ず駐車すること。

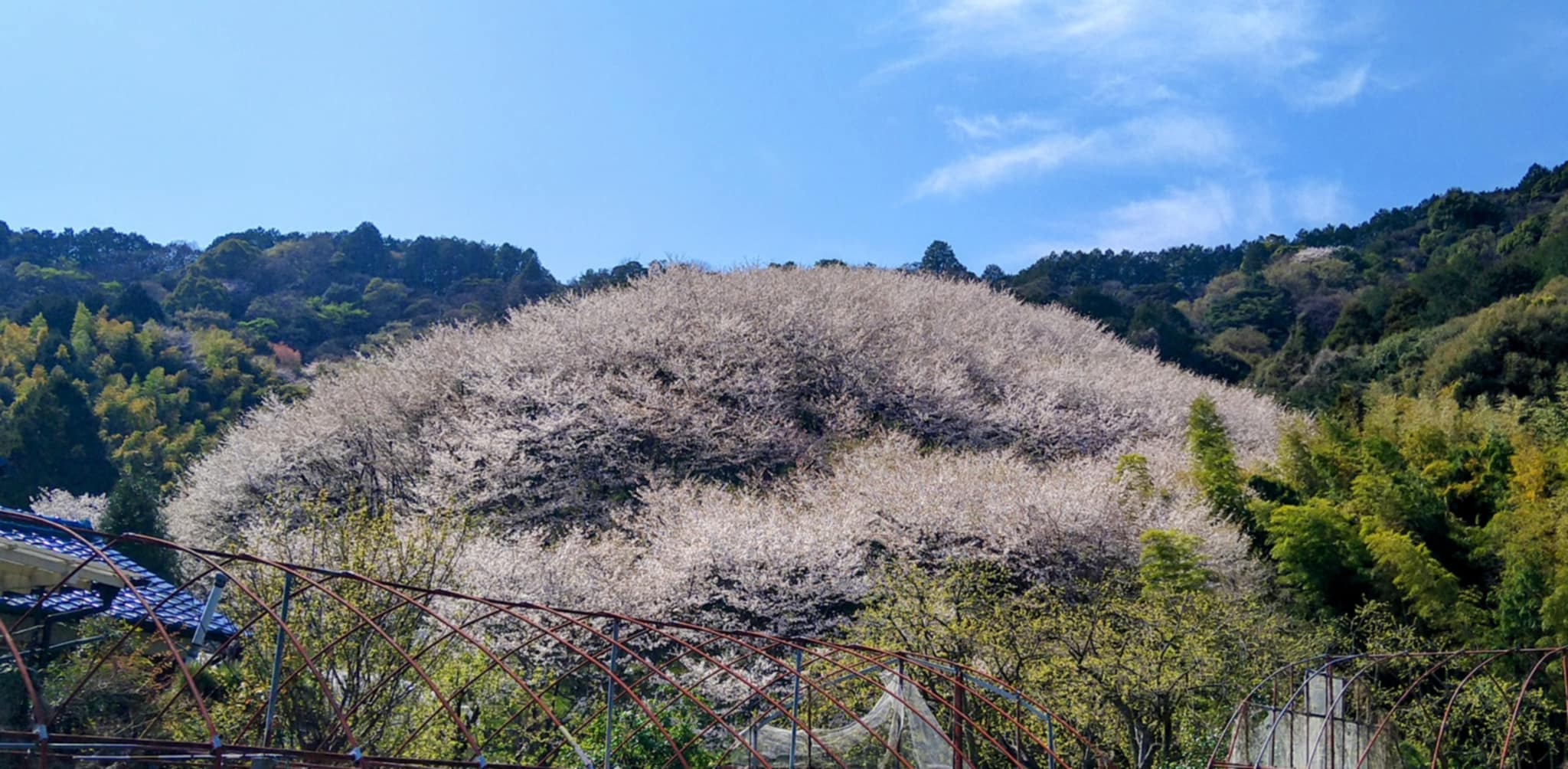
陽春桜の全景
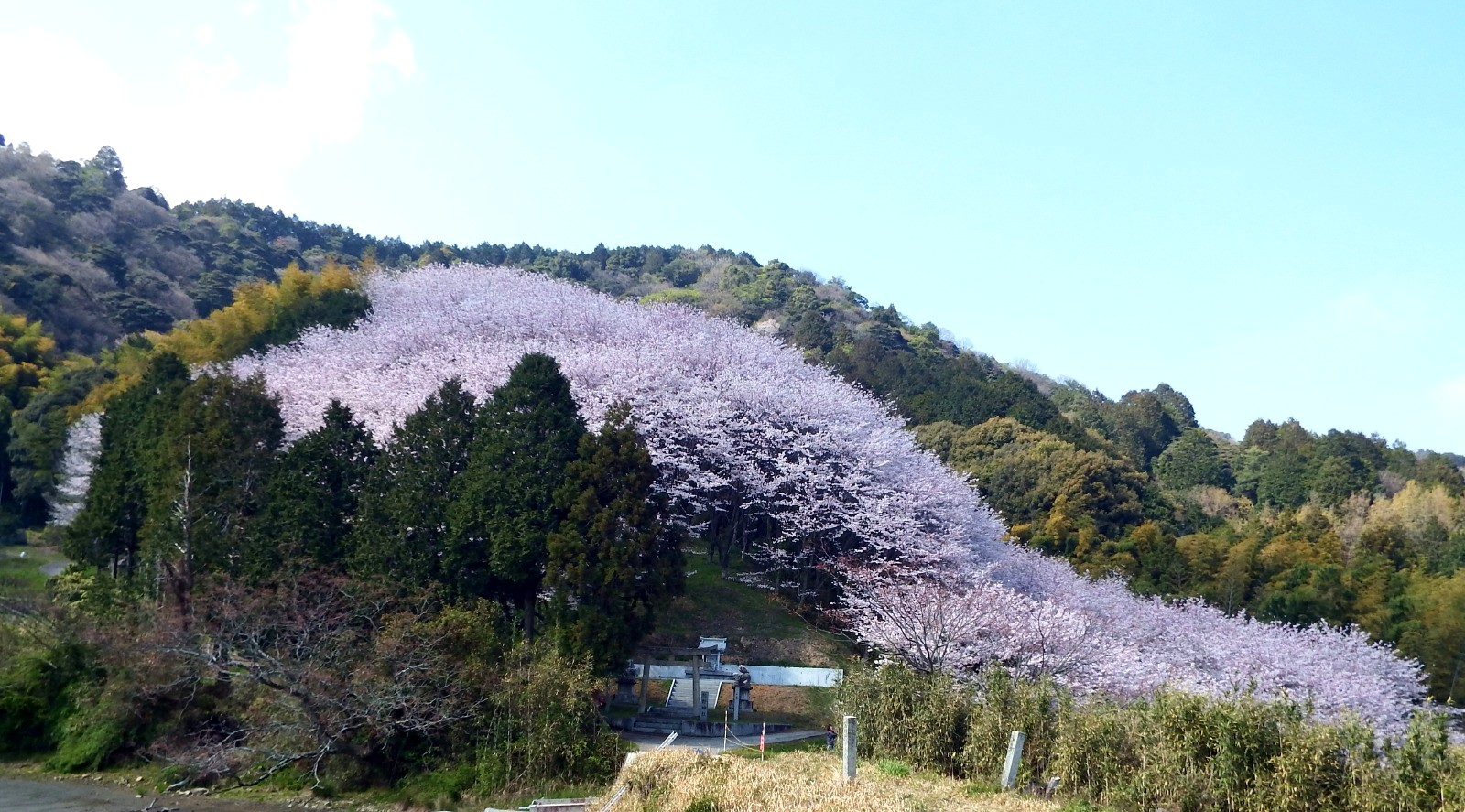
熊野神社の桜の森
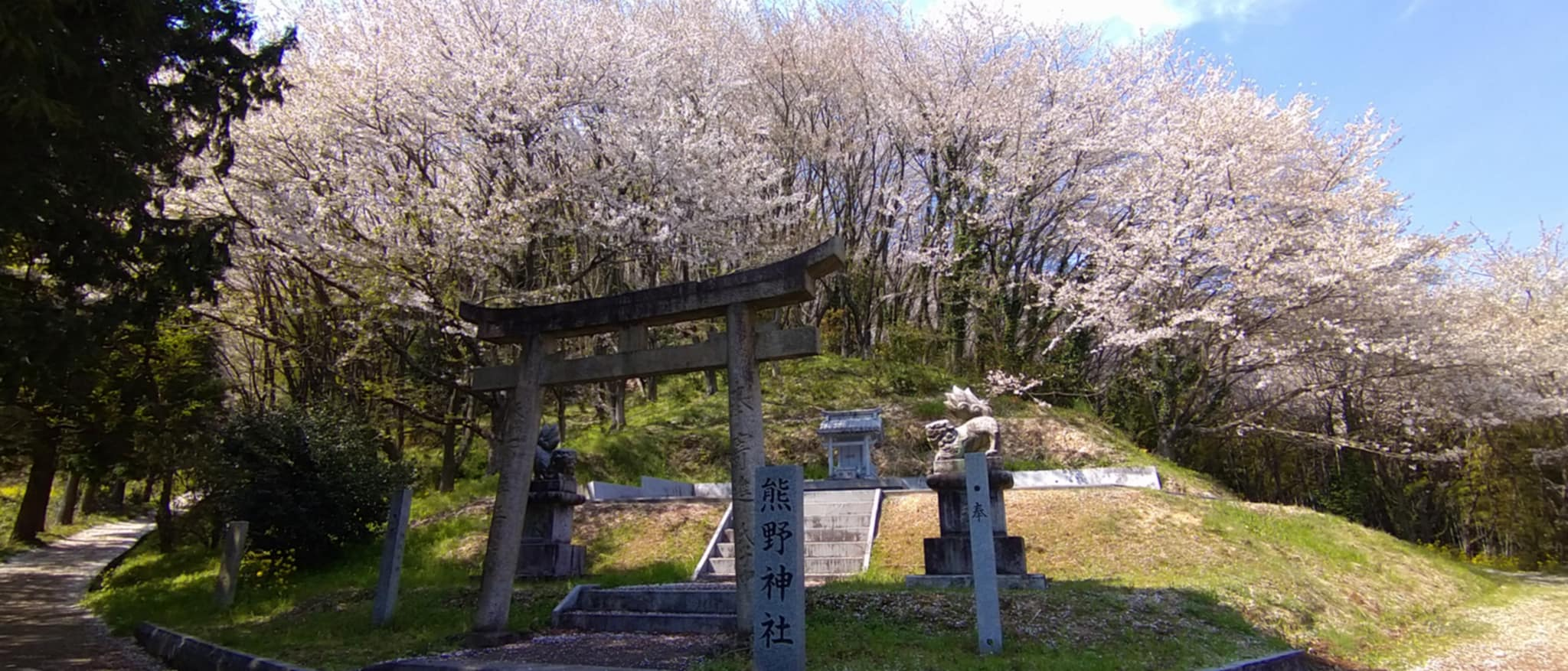
熊野神社
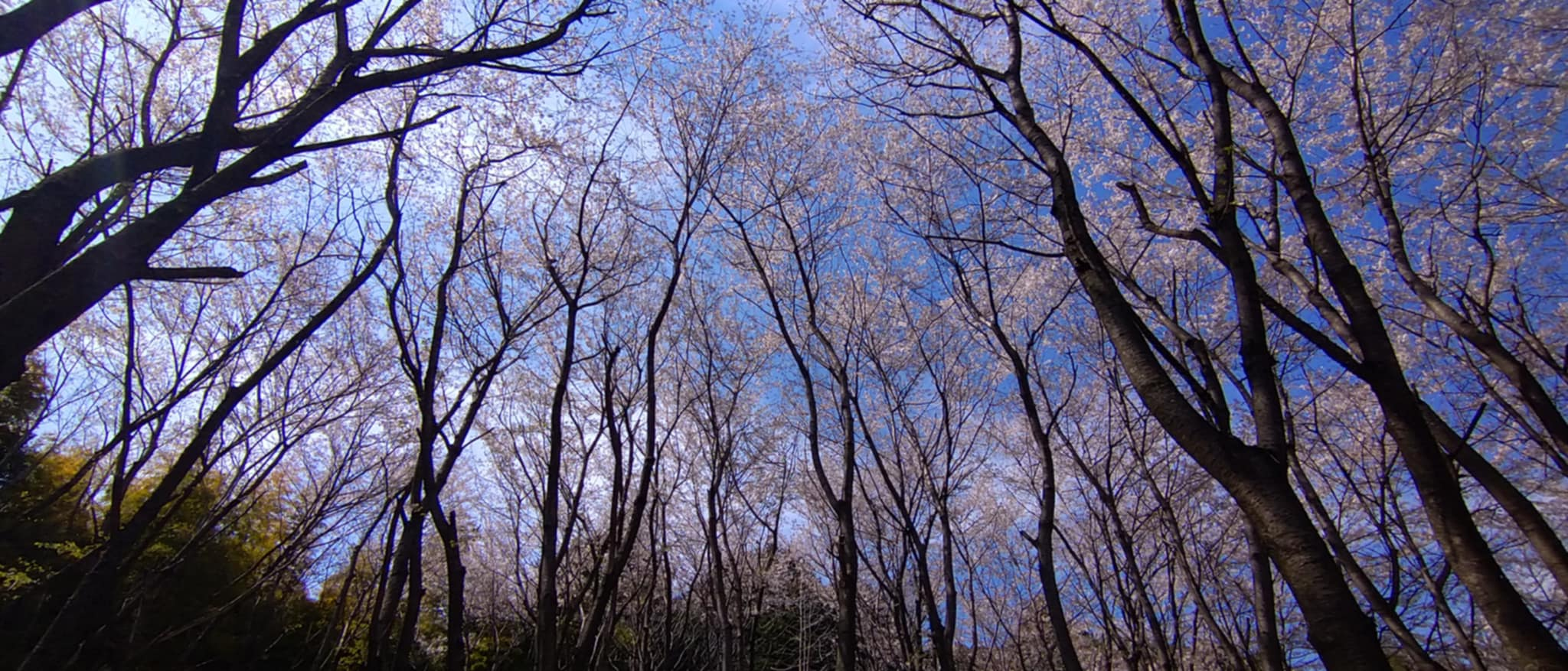
陽春桜
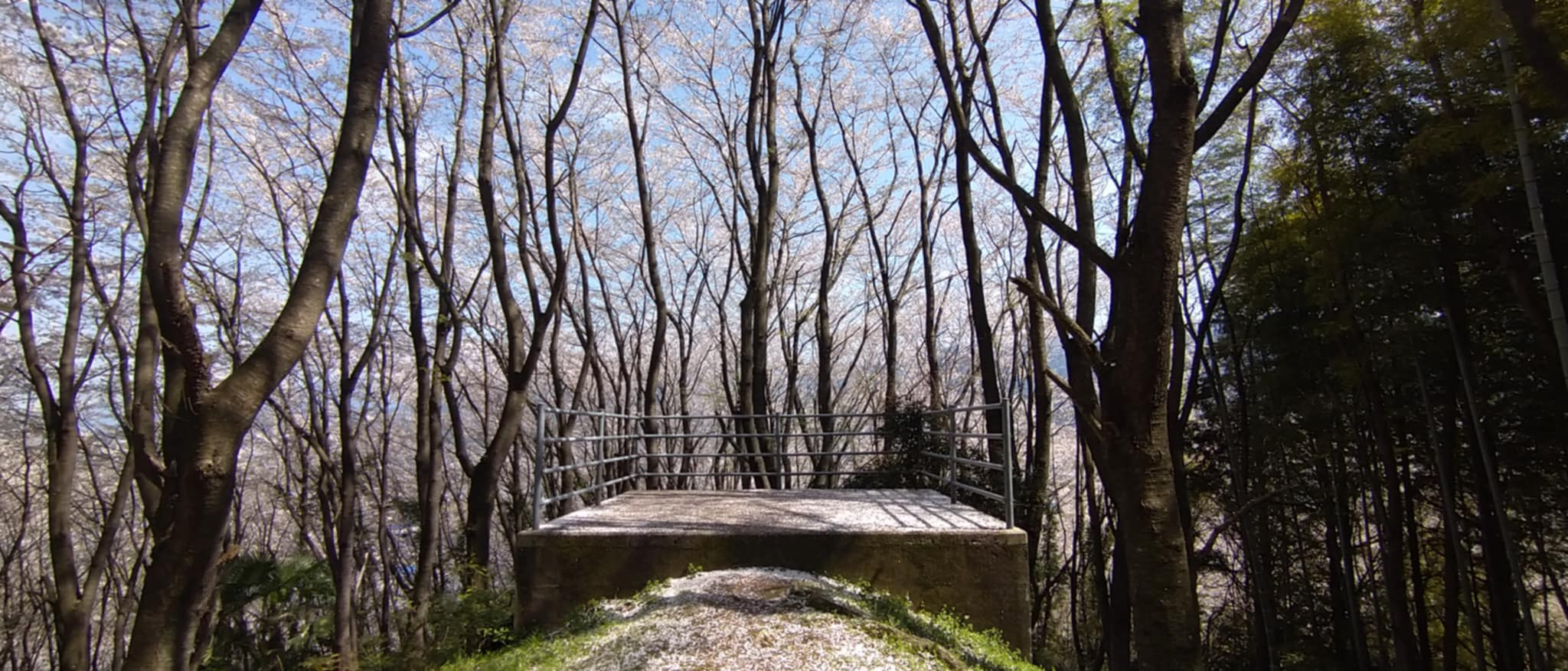
桜林の中に展望台